# جاستن ويب
جاستن ويب (بالإنجليزية: Justin Webb)‏ هو صحفي بريطاني، ولد في 3 يناير 1961 في باث في المملكة المتحدة.

## وصلات خارجية
- جاستن ويب على موقع IMDb (الإنجليزية)
- جاستن ويب على موقع قاعدة بيانات الفيلم (الإنجليزية)